# Ewa Wanat
Ewa Agnieszka Wanat (ur. 29 sierpnia 1962 w Poznaniu, zm. 13 grudnia 2023 w Berlinie) – polska dziennikarka radiowa i telewizyjna, w latach 2003–2012 redaktorka naczelna radia Tok FM, a w latach 2013–2015 redaktorka naczelna i dyrektorka programowa Polskiego Radia RDC.

## Życiorys
Ewa Wanat była córką Kazimiery Wanat, jej ojczymem był Andrzej Wanat, a ojcem Włodzimierz Saar.
Studiowała polonistykę na Uniwersytecie im. Adama Mickiewicza w Poznaniu oraz niemiecki jako język obcy i teatroznawstwo na Uniwersytecie Ludwika i Maksymiliana w Monachium. Jako studentka była w grupie tak zwanych dzieci Teatru Ósmego Dnia, w 1983 brała udział w spektaklu „Raport z oblężonego miasta”, w 1984 w „Cuda i mięso”.
W 1990 znalazła się w zespole tworzącym Radio S Poznań (dzisiejsze Radio Eska) – reporterka, didżejka, autorka reportaży i programów publicystycznych, wydawczyni programu. Współpracowała z lokalnym dodatkiem Gazety Wyborczej, pisząc recenzje teatralne. Od 1994 współpracowała z TVP Poznań jako reporterka, autorka i prowadząca programy publicystyczne, równolegle realizowała filmy dokumentalne i reportaże dla TVP1 i TVP2 (między innymi o Gustawie Herlingu-Grudzińskim, Teatrze Ósmego Dnia, teatrze Biuro Podróży), adaptowała dla telewizji spektakle teatralne, na przykład „Carmen Funebre” teatru Biuro Podróży i kilkanaście spektakli prezentowanych na Międzynarodowym Festiwalu Teatralnym Malta w Poznaniu dla Studia Teatralnego TVP2.
W połowie lat 90. XX wieku głośnym echem w mediach odbiła się jej prowokacja polegająca na wielogodzinnym przejeżdżaniu poznańskich ulic autem zgłoszonym policji jako kradzione (akcja miała na celu unaocznienie dramatycznej bezradności, a nawet bezczynności policji wobec prawdziwych złodziei). W 1997 roku tworzyła i przez kilka miesięcy kierowała redakcją informacji i publicystyki w poznańskiej Telewizji WTK. Była wydawcą serwisów informacyjnych Radia Plus w Poznaniu. Od 2000 roku prowadziła własną firmę reklamową i producencką – współtworzenie kampanii reklamowych, realizacja programów telewizyjnych, produkcja spektakli teatralnych dla festiwalu Malta.
Od stycznia 2003 do kwietnia 2012 była redaktorką naczelną Tok FM. Na antenie Tok FM prowadziła programy: Kochaj się długo i zdrowo (razem z Andrzejem Depką), Zmiana mentalności (razem ze Zbigniewem Miłuńskim), Subiektyw i Mediacje. Pod jej kierownictwem Radio Tok FM otrzymało tytuł Stacji Roku 2008 w plebiscycie miesięcznika Media&Marketing. Była wśród 100 najbardziej wpływowych Polaków tygodnika Wprost w 2011 roku.
Od września 2012 do marca 2013 prowadziła cykl Kobiecy punkt widzenia, który był emitowany w ramach porannego pasma TVP2 – Pytanie na śniadanie. Od 5 listopada 2012 do 29 kwietnia 2013 razem z Andrzejem Depką, prowadziła poniedziałkową audycję Kochaj się w Radiowej Jedynce.
Od 1 maja 2013 do 14 września 2015 była redaktorką naczelną i dyrektorką programową Polskiego Radia RDC. W tej samej stacji od września 2013 do maja 2015 razem z Andrzejem Depką prowadziła wtorkowy program Depko i Wanat o seksie, była też gospodynią piątkowego Poranka RDC. We wrześniu 2015 została zwolniona dyscyplinarnie z radia RDC. W lutym 2016 sąd pracy orzekł, że dyscyplinarne zwolnienie Ewy Wanat z funkcji dyrektorki i redaktorki naczelnej RDC było niewłaściwe. Ewa Wanat wytoczyła kolejny proces RDC o pełne odszkodowanie za trzymiesięczny okres wypowiedzenia, który wygrała w sądzie II instancji w 2018.
W 2015 wspólnie z Rafałem Betlejewskim i Tomaszem Stawiszyńskim założyła radio Medium Publiczne w ramach projektu o tej samej nazwie, tworzonego przez zespół dziennikarzy zawodowych i obywatelskich, ekspertów oraz działaczy społecznych.
Jest współautorką – z Andrzejem Depką –  książki „Chuć, czyli normalne rozmowy o perwersyjnym seksie” (2012), autorką zbioru wywiadów „Biało-Czarna” (2016) oraz autorką książki „Deutsche nasz. Reportaże berlińskie” (2018), za którą otrzymała nagrodę im. Beaty Pawlak.
Zmarła 13 grudnia 2023 w Berlinie w wieku 61 lat z powodu choroby nowotworowej (rak trzustki). Pochowana została w tzw. lesie pamięci na cmentarzu Miłostowo w Poznaniu.

## Nagrody i wyróżnienia
- trzykrotnie nominowana (wraz z zespołem Radia Tok FM) do Nagrody im. Dariusza Fikusa w kategorii „twórca mediów”[5]
- trzykrotnie nominowana do nagrody im. Andrzeja Woyciechowskiego[19]
- dwukrotnie nominowana do nagrody Mediów Niptel
- laureatka Nagrody Hiacynta 2010 „za dziennikarstwo otwarte, odważne, pełne otwartości na problemy społeczne”
- Człowiek Mediów miesięcznika Brief (2010)
- Złoty Krzyż Zasługi „za zasługi w działalności na rzecz rozwoju wolnych mediów w Polsce” (2013)[20]
- Maneo und Tolerantia Award w 2015[21]
- Nagroda im. Beaty Pawlak za książkę „Deutsche nasz. Reportaże berlińskie”[16]